# 中韓囲碁新鋭対抗戦
中韓囲碁新鋭対抗戦（ちゅうかんいごしんえいたいこうせん）
中国と韓国の囲碁の若手棋士による対抗戦として、以下が開催された。
- 2014-15年 メジオン杯・同里杯中韓囲碁新鋭対抗戦
- 2015年 バッカス杯韓・中未来天元戦
- 2018年 阿爾卑斯杯 江西・ソウル新鋭対抗戦

また1998-2005年には中韓新人王対抗戦が行われた。
中国、韓国に加えて、日本、台湾などを加えた対抗戦については、国際新鋭囲碁対抗戦を参照。

## メジオン杯・同里杯中韓囲碁新鋭対抗戦
メジオン杯・同里杯中韓新鋭対抗戦（메지온배 한중 신예 대항전의、同里杯中韩新锐对抗赛）は、2014-15年に開催された。
- 主催 中国囲棋協会、韓国棋院
- 後援 メジオン、(2回)同里鎮人民政府
- 優勝賞金 (1回)2000万ウォン、(2回)12万元

### 第1回(2014年)
2014年6月17-18日に韓国済州市で開催。
- 第1戦(6/17) 中国 2-1 韓国 
  - 謝爾豪 ○-x 卞相壹
  - 李欽誠 ○-x 閔詳然
  - 許嘉陽 x-○ 申眞諝
- 第2戦(6/18) 韓国 2-1 中国
  - 申眞諝 ○-x 李欽誠
  - 閔詳然 ○-x 謝爾豪
  - 卞相壹 x-○ 許嘉陽
- 第3戦(6/18) 韓国 3-0 中国
  - 卞相壹 ○-x 李欽誠
  - 閔詳然 ○-x 許嘉陽
  - 申眞諝 ○-x 謝爾豪
- 総合成績 韓国 6-3 中国

### 第2回(2015年)
2015年6月2-3日に中国蘇州市同里鎮で開催。
- 第1戦(6/2) 中国 2-1 韓国 
  - 趙晨宇 ○-x 金眞輝
  - 廖元赫 ○-x 崔精
  - 於之瑩 x-○ 申眞諝
- 第2戦(6/3) 韓国 2-1 中国 
  - 崔精 x-○ 趙晨宇
  - 申眞諝 ○-x 廖元赫
  - 金眞輝 ○-x 於之瑩
- 第3戦(6/3) 韓国 2-1 中国 
  - 申眞諝 ○-x 趙晨宇
  - 金眞輝 x-○ 廖元赫
  - 崔精 ○-x 於之瑩
- 総合成績 韓国 5-4 中国

外部リンク
- 韓国棋院「한국 신예 삼총사, 중국 꺾고 초대 챔프 올라」2014.6.18
- 韓国棋院「한국, 메지온배 한ㆍ중 신예전 2년 연속 챔피언 등극」2015.6.3
- 新浪体育「中韩新锐对抗第2轮於之莹负金真辉 中国1-2负」2015.6.3

## バッカス杯韓・中未来天元戦
バッカス杯韓・中未来天元戦（박카스배 한ㆍ중 바둑 미래천원전、宝佳适杯 韓中围棋新锐对天元赛）は、2015年に上海市で開催された。20歳以下の若手棋士5名（16歳以下1名、女子1名を含む）による対抗戦2回で行われた。
- 主催　スポーツ朝鮮、韓国棋院
- 後援 東亜製薬
- 優勝賞金 5000万ウォン、持時間 1時間及び1分の秒読み

結果
- 第1戦（6月17日）韓国 3-2 中国
  - 呉侑珍 ×-○ 羋昱廷
  - 李東勲 ○-× 范廷鈺
  - 申旻埈 ○-× 柯潔
  - 申眞諝 ○-× 於之瑩
  - 白賛喜 ×-○ 趙晨宇
- 第2戦（6月18日）中国 4-1 韓国
  - 柯潔 ○-× 李東勲
  - 羋昱廷 ○-× 申旻埈
  - 范廷鈺 ○-× 白賛喜
  - 趙晨宇 ×-○ 申眞諝
  - 於之瑩 ○-× 呉侑珍
- 総合成績 中国 6-4 韓国

外部リンク
- 韓国棋院「한ㆍ중 바둑 미래천원전, 한국 준우승」2015.6.18

## 阿爾卑斯杯 江西・ソウル囲棋新鋭対抗戦
武功山景区”阿爾卑斯杯”江西・ソウル囲棋新鋭対抗戦（武功山景区“阿尔卑斯杯”江西•首尔围棋新锐对抗赛、무공산배 장시ㆍ서울 신예바둑대항전의）は、2018年に江西省武功山温泉で、が、中国江西チームと韓国ソウルチームの各5名（女流1名）により行われ、江西チームが6-4で勝利した。
- 主催 江西省体育局、萍郷市人民政府、中国囲棋協会
- 共催 萍郷市武功山風景区、江西省囲棋協会
- 優勝賞金 30万元

結果
- 第1戦（8月23日） ソウル 3-2 江西
  - 李度弦 ○- 王梓莘
  - 卞相壹 ×-○ 許嘉陽
  - 宋知勲 ×-○ 辜梓豪
  - 申眞諝 ○-× 屠暁宇
  - 金明訓 ○-× 楊楷文
- 第2戦（8月25日） 江西 4-1 ソウル
  - 辜梓豪 ×-○ 申眞諝
  - 許嘉陽 ○-× 卞相壹
  - 楊楷文 ○- × 金明訓
  - 屠暁宇 ○-× 宋知勲
  - 王梓莘 ○-× 李度弦
- 総合成績 江西 6-4 ソウル

外部リンク
- 捜狐体育「新锐对抗江西队顽强逆转 6比4胜首尔获30万奖金」2018.8.25
- 韓国棋院「한국 신예 군단, 무공산배 준우승」2018.8.26